# Kim Bong-hwan
Kim Bong-hwan (4 de julho de 1939) - é um ex-jogador de futebol norte-coreano, que atuava como atacante.

## Carreira
Kim Bong-hwan fez parte do histórico elenco que disputou a primeira Copa na história da Seleção Norte-Coreana, em 1966. Aos 27 anos de idade, foi o jogador mais velho do time.
Em clubes, defendeu o Kikwancha Pyongyang, porém seu período na equipe é desconhecido.